# Arnaby
Arnaby – wieś w Anglii, w Kumbrii. Leży 76 km na południe od miasta Carlisle i 370 km na północny zachód od Londynu.